# 최양식
최양식(崔良植, 1952년 4월 7일 ~ )은 대한민국의 전직 행정공무원 출신 정치인이다. 제31·32대 경주시장을 역임했다.

## 경력
- 1977 : 제20회 행정고등고시 합격
- 1993 ~ 1995 : 대통령비서실 민정수석실 행정관
- 1996 ~ 1998 : 주 영국 대사관 참사관
- 1998 ~ 1998 : 한국국제협력단 국장
- 1998 ~ 2000 : 대통령자문 정책기획위원회 사무국장
- 2001 ~ 2002 : 행정자치부 의정관
- 2002 ~ 2003 : 행정자치부 인사국장
- 2003 ~ 2004 : 행정자치부 기획관리실장
- 2005년 ~ 2006년 8월 : 행정자치부 정부혁신본부장
- 2006년 8월 ~ 2008년 2월 : 행정자치부 제1차관
- 2008년 3월 : 경주대학교 총장
- 한양대학교 행정자치대학원 특임교수
- 2010년 7월 ~ 2014년 6월 : 제31대 경상북도 경주시장
- 2014년 7월 ~ 2018년 6월 : 제32대 경상북도 경주시장

## 학력
- 1971년 : 대구고등학교 졸업
- 1979년 : 중앙대학교 행정학 학사
- 1990년 : 리버풀 대학교 대학원 행정학 석사

### 명예 박사 학위
- 2008년 : 백석대학교 명예 교육학 박사

## 수상
- 1982년 : 총무처장관 표창
- 1983년 : 대통령 표창
- 2002년 : 홍조근정훈장
- 2013년 : 한국소비자협회 대한민국 소비자대상 소비자행정부문
- 2015년 : 인간개발연구원 인재개발 단체장상
- 2015년 : 대한민국 경제리더 대상 글로벌경영부문

## 역대 선거 결과
|  | 48.53% |

|  | 48.18% |

|  | 14.41% |